# Сава Дедобарац
Сава Дедобарац је био буљубаша (четовођа) устаника у Првом српском устанку у околини Грделице. Ратовао је под непосредном командом Илије Стреље одређеног од стране  вожда  Карађорђа за команданта десног крила јужног устаничког фронта.
Име је добио по селу Дедина Бара у коме је погинуо у одбрани од Турака 1807. године. Претпоставља се да је из Дедине Баре из породице Цветковић или породице Вучић, док се у неким изворима као родно место помиње и Сејаница.
Према поједимим изворима име Сава Дедобарац користио је током устанка, а његово крштено име је било Драгутин.

## Учешће у Првом српском устанку
Услед непоузданих и опречних историографских извора тешко је поуздано одредити догађаје у којима је активно учешће узео Сава Дедобарац у време Првог српског устанка.
У једном од записаних предања наводи се да је Илија Петровић Стреља у ослобођеној Шумадији окупљао у своју војску људе избегле са југа данашње Србије. Тако је Стрељи  међу првима приступио “неки Сава из Дедине Баре” са још око 450 бећара. У овом се извору наводи да је устанике са југа предводио Илија Стреља заједно са Савом Дедобарцем и Цветком Врановачким. 
Према другом забележеном извору 1807. године, "око Ђурђева дана у Власотинце је дошао Илија Стреља (из Градишта) са Станојем Калом и Савом Дедобарцем из Дедине Баре."

Према Мити Ракићу, оцу чувеног српског песника Милана Ракића, Илија Петровић Стреља по Карађорђевом задатку креће са ослобођене територије на југ: 
"Стреља пређе са својом војском Нишаву између Ак Паланке и Ниша, удари Заплањем, и , преко села Гуњетине и Шишаве, спусти се у Власотинце. Ту се задржи и не оде у Просеченицу, као што му је наређено, него сакупи мало војске из села Шишаве, Бољара, Крушевице, Брезовице, Јастрепца, Градишта, Козара, Дадинаца, Орашја, Грдилице и Дедине Баре, и даде је неком Сави Дедобарцу да с њоме иде и заузме Просеченицу, а он остане са Шумадинцима у Власотинцима.
Но и овај Сава Дедобарац не оде у Просеченицу, него дође у дедобарски хан, и ту ухвати потуче једну чету Турака, па онда, осиливши се, заседне у дедобарском хану србовати, тј. седети и пити.
Чује паша из Врања шта је било са оном четом Турака, дигне војску, и једног дана бане код дедобарског хана, заузевши брдо на левој обали Мораве, према Грдилици, које се зове Кале Грдиличко. Саво, видећи Турке, затвори се са својима у хан, и почне се бити. Турци опале топом с брда те у хан, запале хан и у њему џебану Савину, те и хан, и момци Савини оду у ваздух, само остане жив Саво с неколико друга, но и њих Турци ухвате и исеку." 
Према историчару Васи Чубриловићу овом су "приликом погинули и Цветко Врановачки, Сава Дедобарац, Милета се некако спасао".
Иако  Мита Ракић износи критички став о "србовању" у које је одред Саве Дедобарца учествовао у дедобарском  хану, што би указивало на недисциплину, ствари се могу посматрати и нешто другачије. Дедобарски хан је могао бити и место команде устаничких снага, а несрећни епилог последица здружене војне акције врањског и лесковачког паше на чијој се међутериторији налазио одред Саве Дедобарца.
Услед настале велике пометње међу устаницима и у народу Стреља је био принуђен да одустане од даљег ширења устанка и да се врати у Карађорђеву Србију.Милан Ђ. Милићевић је на основу приче устаника Цеке Власотинчанина дао свој опис драматичног напуштања Власотинца од стране Илије Стреље:
"- Хаткињу! - рече Стреља.
Власотинчани га опколе и навале на њега питањима и прекорима:
- Шта то би? Како би? Шта учини од нас, од Бога да нађеш? Гурну ни угарак у куће па сад бежиш.
- Власотинчани, ја Просеченицу (Грделичку клисуру) не заптих, дружбину згубих, ваше куће сагорех, и вас поробих.

- Сад идем да све то платим главом. Али, Власотинчани! Наш траг ће остати, њега керови не могу олизати. По нашем трагу доћи ће други, доћи ће трећи, доћи ће четврти... Добар је Бог... Што не могасмо ми моћи ће неки .. Који ће бити? Кад ће доћи? Ја не знам, али да ће доћи тако знам као што вас гледам ."
Након слома устанка Мехмед-паша врањски наређује да се главе српских устаника погинулих у дедобарском хану јавно истакну на Сталном мосту на Јужној Морави. Лесковачки Шишат-паша наређује да се зароби и посече 300 Срба у Лесковцу.
Француски извор од 14. априла 1807 наводи да су Турци у Врањском дервену (Грделичкој клисури) побили око 3.000 Срба на бојном пољу, а да их је око 800 заробљено и посечено.
Турска офанзива и пораз код Дедобарског хана је проузроковала нове миграције српских избеглица ка Карађорђевој Србији .

## Лик Саве Дедобарца у народном предању и књижевности
Народна песма "Море пуче пушка из Густи Ораси" описује борбе уочи Првог српског устанка у околини Грделице.
Према овој песми Абдул Ћерим-агу, врањског сајбију који је имао имање у Грделичкој клисури, или према другим изворима делију лесковачког Шашит-паше, убио је са својим момцима на потезу Густи Ораси, Драгутин војвода (Сава Дедобарац) из Дедине Баре. Густи Ораси је локалитет поред некадашњег Сталног моста на Јужној Морави код данашње Грделице, на солунском путу. На овом се месту налазио Ораовачки хан који је држао неки Грк Апостол, а у који је залазио Абдул Ћерим-ага да би по предању слушао песму чувене Стамене.
Овај је догаћај опеван у популарној песми коју у драми Коштана Боре Станковића изводи истоимена певачица. Песма је доживела велики број изведби у интерпретацији великих имена српске музике:
Станиша Стошић, Море врћај коња Абдул Ћерим-аго;
Јован Милошевић, Море врћај коња Ћерим Абдул аго;
Оливера Марковић и Народни оркестар Царевац, Море врћај коња Абдул Ћерим аго;
Едо Љубић, Море врћај коња Абдул Ћерим аго;
Сафет Исовић, Море врћај коња Ћерим Абдул аго
Песма постоји у више варијанти у лесковачком и врањанском крају.
У свом роману "Браћа Југовићи или како изаћи из историје", књижевник српског југа Иван Ивановић описује погибију Саве Дедобарца.